# Emil Juel-Frederiksen
Emil Juel-Frederiksen (14. april 1873-26. januar 1950) var en dansk komponist og organist.
Begge hans forældre var i den kunstneriske branche, faderen som sanger og senere kantor ved Garnisons Kirke og moderen som balletdanser. Han selv studerede sang og klarinet på Det Kgl. Danske Musikkonservatorium i årene 1891-1893 og lærte orgelspil ved privatundervisning. Derefter drog han til Berlin for at videreuddanne sin stemme. Ved hjemkomsten blev han selv sanger i koret ved Garnisons Kirke, og drog på rejser rundt i Danmark og Norge som koncertsanger. I Norge sang han også barytonpartier i nogle operaer, bl.a. Alfio i Cavalleria rusticana. 1898-1901 var han organist i Kerteminde og derefter 1901-1943 ved Apostelkirken i København. En overgang var han musikanmelder for københavneravisen Aftenbladet og han havde også forskellige poster som musiklærer, bl.a. på Lærerhøjskolen, Frederiksborg Latinskole og Metropolitanskolen.

## Musik
Emil Juel-Frederiksen var en flittig komponist af mindre klaverstykker og lettere sentimentale sange, som i tiden var meget populære. F.eks. udkom en sang som Lille Valmue (til egen tekst) i 37 oplag! Mange af klaverstykkerne var lette fantasier over kendte sange, julemelodier eller åndelige sange. Men han lavede også enkelte større værker, nogle kantater, en ballet, nogle orkestersuiter samt musikken til folkekomedien Smuglerens søn, der blev opført på Casino i 1913.